# Eduard Hanslick
Eduard Hanslick (Praga, 11 de setembre de 1825 - Viena, 6 d'agost de 1904) va ser un musicòleg austríac.
Va rebre una doble formació jurídica i musical, aquesta última sota Václav Tomášek. Va ser professor d'Estètica i d'Història de la música a Viena i va obtenir una sòlida reputació com a crític i esteta. Les seves idees responen a la reacció positivista enfront dels principis romàntics. En la seva opinió, la bellesa d'una partitura «resideix en la relació dels sons».
El compositor, segons ell, exposa i desenvolupa idees musicals que tenen la seva pròpia finalitat i bellesa en si mateixes, sense necessitat de referències a intencions expressives. Hi ha en la seva obra una exaltació de la forma. Per això afirma que la teoria wagneriana de la «melodia infinita» pot considerar-se com «la falta de forma elevada a principi, l'embriaguesa de l'opi en el cant i en l'orquestra per al culte especial de la qual s'ha aixecat un temple a Bayreuth». Per aquesta forma d'entendre la música de Wagner, va mantenir fortes polèmiques amb els compositors i admiradors wagnerians Richard Pohl (1826-1896) i Anton Bruckner (1824-1896).
Propugnava, en canvi, l'aplicació en la investigació de la bellesa d'un mètode pròxim al de les ciències naturals. La seva actitud contrària al que considerava el patetisme romàntic va ser tan radical que es va concretar en textos com: 
| « | L'expressió d'un determinat sentiment o emoció no és absolutament possible en la música | » |

Aquestes paraules no només estan en contradicció amb l'estètica vuitcentista, sinó amb la teoria tradicional de la música.